# درماتان سولفات
درماتان سولفات (به انگلیسی: Dermatan sulfate) یک گلیکوزآمینوگلیکان مهم است که در درم، استخوان، تاندون ها، فاسیاها، رگ ها، دریچه‌های قلب، ریه، صلبیه و کپسول‌ها و غضروف لیفی وجود دارد.